# Julia Schruff
Julia Schruff es una jugadora de tenis profesional alemana, nacida el 16 de agosto de 1982 en Augsburgo, Baviera. Ingresó al circuito de la WTA en el 2005 y ha vencido a dos jugadoras situadas entre las 10 primeras del ranking - Anastasia Myskina en 2005 y a Elena Dementieva en 2006.
Schruff ha ganado un título de la ITF en Latina, Italia, donde venció a la alemana Andrea Petkovic en la final.